# Brigerbad
Brigerbad (Brigue-les-Bains) est une localité située sur le territoire de la commune de Brigue-Glis dans le canton du Valais en Suisse.